# ダニエル・グリュックスタン

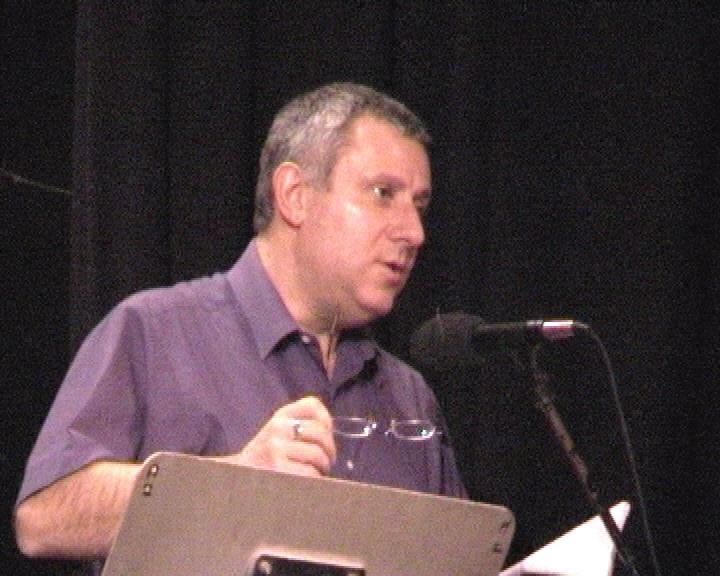

ダニエル・グリュックスタン（Daniel Gluckstein、1953年3月3日 - ）は、フランスの政治家。トロツキスト政党・労働党Parti des Travailleursの創設者、党首。専門大学で歴史学の教授を務めていた。偽名、筆名でセルジューク Seldjoukを名乗ることもある。
1968年革命的共産主義者同盟青年部に入党する。1979年国際共産主義者同盟を結成する。1991年労働党を結成し、党全国書記（党首）に就任する。1994年欧州議会議員選挙、1997年下院国民議会議員選挙にそれぞれ立候補するが落選する。2002年フランス大統領選挙に労働党から立候補し、13万2702票（0.47パーセント）を得票するも、最下位に終わった。